# Donali
Pour un article plus général, voir Flûte.
Le Donali (persan : دونَلی) est un instrument folklorique iranien de la province du Baloutchistan en Iran, une paire de flûtes à becs qui sont mises en bouche à en même temps pour jouer,. L'instrument appartient à la famille "ney". Le corps du doneli est en roseau. L'un des instruments est appelé mâle (نر) et l'autre femelle (ماده). L'instrument nommé femelle joue la mélodie et l'instrument nommé masculin joue en harmonie.

## Histoire
Donali ou Doney est un instrument importé qui a été amené au Balouchistan, en Iran, depuis le Sindh et le Balouchistan du Pakistan, il y a un demi-siècle.
Outre le Balouchistan, cet instrument est utilisé dans la musique indienne (la (Alghoza) et la musique pakistanaise.

## Jouer
"Nal"(نَل) en baloutche signifie paille. Cet instrument est composé de deux sortes de flutes à becs que le musicien met dans sa bouche en jouant. Le type d'embouchure et la manière de souffler dans un donali est presque semblable à une flûte à bec. Mais contrairement à une flûte classique, qui utilise une respiration régulière, le donali se joue avec une respiration circulaire. Cela signifie que l’artiste inspire par le nez et expire par la bouche, et utilise la pression dans la bouche pour maintenir l’écoulement de l’air ininterrompu, même en respirant. La technique permet à un musicien de jouer sans arrêt.
Le tube de roseau femelle a dix trous mais seulement six trous sont ajustés . Le tube de roseau mâle a également sept trous mais aucun d’entre eux n'est bouché avec les doigts quand on en joue. Les roseaux mâles sont utilisés pour créer diverses harmonies et certains des trous peuvent être bloqués avec de la cire pour maintenir les notes en continu. Les tubes sonores du donali n’ont pas de trou acoustique à l’arrière.  Le musicien le plus célèbre de cet instrument est Shir Mohammad Espandar du Baloutchistan[2].
L’instrument peut être joué seul ou accompagné d’un tambourin et d’un tambour.